# Leichtathletik-Weltmeisterschaften 2015/Teilnehmer (Bahrain)
| Gelbes Symbol für Goldmedaillen mit stilisierten Olympischen Ringen | Graues Symbol für Silbermedaillen mit stilisierten Olympischen Ringen | Braundes Symbol für Bronzemedaillen mit stilisierten Olympischen Ringen |
| ------------------------------------------------------------------- | --------------------------------------------------------------------- | ----------------------------------------------------------------------- |
| —                                                                   | —                                                                     | 1                                                                       |

Der Leichtathletikverband Bahrains nominierte 19 Athleten für die Leichtathletik-Weltmeisterschaften 2015 in der chinesischen Hauptstadt Peking.

## Medaillen
Mit einer gewonnenen Bronzemedaille belegte das Team des Königreichs Bahrain Rang 32 im Medaillenspiegel.

### Medaillengewinner

#### Bronze
- Eunice Jepkirui Kirwa: Marathon

## Ergebnisse

### Männer

#### Laufdisziplinen
| Athlet                     | Disziplin        | Vorlauf          | Vorlauf          | Halbfinale         | Halbfinale         | Finale                  | Finale                  |
| Athlet                     | Disziplin        | Zeit             | Platz            | Zeit               | Platz              | Zeit                    | Platz                   |
| -------------------------- | ---------------- | ---------------- | ---------------- | ------------------ | ------------------ | ----------------------- | ----------------------- |
| Abubakar Abbas             | 400 m            | 45,64 s          | 36               | nicht qualifiziert | nicht qualifiziert | nicht qualifiziert      | nicht qualifiziert      |
| Abraham Rotich             | 800 m            | 1:48,42 min      | 30               | 1:48,61 min        | 19                 | nicht qualifiziert      | nicht qualifiziert      |
| Rashid Ramzi               | 1500 m           | Reserve          | Reserve          | Reserve            | Reserve            | Reserve                 | Reserve                 |
| Benson Kiplagat Seurei     | 1500 m           | 3:45,70 min      | 36               | nicht qualifiziert | nicht qualifiziert | nicht qualifiziert      | nicht qualifiziert      |
| Aweke Ayalew               | 5000 m           | 14:07,18 min     | 33               |                    |                    | nicht qualifiziert      | nicht qualifiziert      |
| Aweke Ayalew               | 10.000 m         |                  |                  |                    |                    | 29:14,55 min            | 21                      |
| Albert Kibichii Rop        | 5000 m           | 13:19,61 min     | 5                |                    |                    | 14:00,12 min            | 11                      |
| El Hassan el-Abbassi       | 10.000 m         |                  |                  |                    |                    | 28:12,57 min            | 12                      |
| Shumi Dechasa              | Marathon         |                  |                  |                    |                    | 2:14:36 h               | 5                       |
| Aadam Ismaeel Khamis       | Marathon         |                  |                  |                    |                    | Wettkampf nicht beendet | Wettkampf nicht beendet |
| Ali Hasan Mahbood          | Marathon         |                  |                  |                    |                    | Wettkampf nicht beendet | Wettkampf nicht beendet |
| Nelson Kipkosgei Cherutich | 3000 m Hindernis | nicht angetreten | nicht angetreten |                    |                    | nicht qualifiziert      | nicht qualifiziert      |
| John Kibet Koech           | 3000 m Hindernis | 8:38,62 min      | 15               |                    |                    | nicht qualifiziert      | nicht qualifiziert      |

### Frauen

#### Laufdisziplinen
| Athletin              | Disziplin        | Vorlauf         | Vorlauf         | Halbfinale | Halbfinale | Finale       | Finale  |
| Athletin              | Disziplin        | Zeit            | Platz           | Zeit       | Platz      | Zeit         | Platz   |
| --------------------- | ---------------- | --------------- | --------------- | ---------- | ---------- | ------------ | ------- |
| Mimi Belete           | 5000 m           | 15:20,94 min    | 5               |            |            | 15:17,01 min | 11      |
| Lishan Dula           | Marathon         |                 |                 |            |            | 2:38:18 h    | 25      |
| Kareema Jasim         | Marathon         |                 |                 |            |            | Reserve      | Reserve |
| Eunice Jepkirui Kirwa | Marathon         |                 |                 |            |            | 2:27:39 h    | Bronze  |
| Aster Tesfaye         | Marathon         |                 |                 |            |            | 2:46:54 h    | 42      |
| Ruth Jebet            | 3000 m Hindernis | 9:27,93 min     | 10              |            |            | 9:33,41 min  | 11      |
| Kemi Adekoya          | 400 m Hürden     | disqualifiziert | disqualifiziert | –––        | –––        | –––          | –––     |